# Đường cong Laffer
Trong kinh tế học, đường cong Khaldun-Laffer là sự miêu tả quan hệ giữa các mức thuế suất có thể với mức thu ngân sách nhà nước được tạo ra từ đó. Nó minh họa khái niệm độ co giãn của thu nhập chịu thuế—nghĩa là, thu nhập chịu thuế sẽ thay đổi theo các thay đổi trong việc áp dụng thuế suất. Nó mặc nhiên công nhận rằng sẽ không có thu nhập thuế ở các mức thuế suất tột cùng là 0% và 100% và rằng phải có ít nhất một mức thuế suất mà khi đó thu nhập thuế sẽ là cực đại lớn hơn 0.
Đường cong Laffer thông thườngđược trình bày dưới dạng đồ thị bắt đầu với mức thuế suất 0% và thu nhập thuế bằng 0, tăng tới mức cực đại về thu nhập thuế ở một mức thuế suất trung gian nào đó, và sau đó giảm xuống tới mức thu nhập thuế bằng 0 ở mức thuế suất 100%. Sự tồn tại thực tế và hình dạng của đường cong là không chắc chắn và còn gây tranh cãi.
Một kết quả tiềm tàng của đường cong Laffer là khi thuế suất tăng lên vượt qua một ngưỡng nào đó thì nó sẽ phản tác dụng đối với việc gia tăng thêm nữa thu nhập thuế. Đường cong Laffer giả thuyết đối với một nền kinh tế nào đó chỉ có thể ước tính và các ước tính như vậy là gây tranh cãi. The New Palgrave Dictionary of Economics thông báo rằng các ước tính về các mức thuế suất có thu nhập thuế cực đại là dao động khá rộng, với khoảng trung bình khoảng 70%.
Mặc dù nhà kinh tế học Arthur Laffer không tuyên bố đã nghĩ ra khái niệm đường cong Laffer, nhưng nó đã trở thành phổ biến với các nhà lập chính sách sau buổi gặp gỡ vào buổi trưa của ông với các quan chức chính quyền tổng thống Gerald Ford là Dick Cheney và Donald Rumsfeld năm 1974 mà người ta thông báo rằng ông đã vẽ ra một đường cong trên khăn ăn để minh họa luận cứ của mình. Thuật ngữ "đường cong Laffer" được Jude Wanniski – người cũng có mặt trong cuộc gặp này – nghĩ ra. Khái niệm cơ sở không phải là mới; bản thân Laffer cũng nhận thấy các tiền đề trong các tác phẩm của Ibn Khaldun và John Maynard Keynes.

### Thuyết kinh tế của Reagan

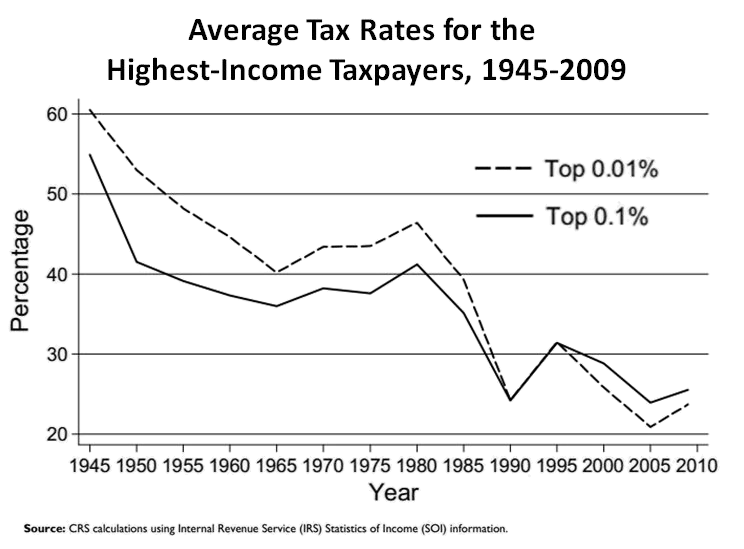
Phần trăm thuế suất trung bình đối với nhóm nộp thuế thu nhập cao nhất tại Mỹ, giai đoạn 1945-2009.

## Các vấn đề lý thuyết

### Các diễn giải

Đường cong Laffer: t* là thuế suất mà thu nhập cực đại được tạo ra. Đây là đường cong như được Arthur Laffer vẽ ra, tuy nhiên đường cong không nhất thiết phải có một đỉnh và cũng không nhất thiết phải đối xứng ở mức 50%.

Laffer giải thích mô hình theo thuật ngữ của hai tác động tương tác của việc đánh thuế: một "hiệu ứng số học" và một "hiệu ứng kinh tế". "Hiệu ứng số học" giả định rằng thu nhập thuế thu được bằng thuế suất nhân với thu nhập có thể đánh thuế (hay cơ sở tính thuế). Ở thuế suất 0%, mô hình giả định rằng sẽ không có thu nhập thuế nào thu được. "Hiệu ứng kinh tế" giả định rằng tự bản thân thuế suất có ảnh hưởng tới cơ sở tính thuế. Ở mức thuế suất tột cùng 100%, về mặt lý thuyết chính quyền sẽ không thu được thu nhập thuế do những người nộp thuế thay đổi hành vi của họ để phản ứng lại với thuế suất: hoặc là họ không có động lực khích lệ để làm việc hoặc là họ sẽ tìm cách để né tránh các khoản thuế phải nộp. Vì thế, "hiệu ứng kinh tế" của thuế suất 100% là giảm cơ sở tính thuế xuống bằng 0. Nếu các giả định này là đúng thì một mức thuế suất nào đó nằm trong khoảng từ 0% tới 100% sẽ sinh ra thu nhập thuế cực đại. Các trình bày dưới dạng đồ thị về đường cong này đôi khi đặt mức thuế suất này ở khoảng gần 50%, nhưng thuế suất tối ưu về mặt lý thuyết có thể là bất kỳ phần trăm nào lớn hơn 0% và nhỏ hơn 100%. Tương tự, đường cong thường được vẽ giống như một đường parabol, nhưng không có lý do gì để cho rằng nó phải đúng như vậy.
Jude Wanniski lưu ý rằng mọi hoạt động kinh tế không chắc chắn là ngừng lại ở thuế suất 100%, nhưng có thể sẽ chuyển từ trao đổi bằng tiền tệ sang trao đổi kiểu hàng đổi hàng. Ông cũng lưu ý rằng có thể có những hoàn cảnh đặc biệt mà hoạt động kinh tế có thể vẫn tiếp tục trong thời kỳ mà thuế suất ở mức gần 100% (chẳng hạn trong thời gian chiến tranh).

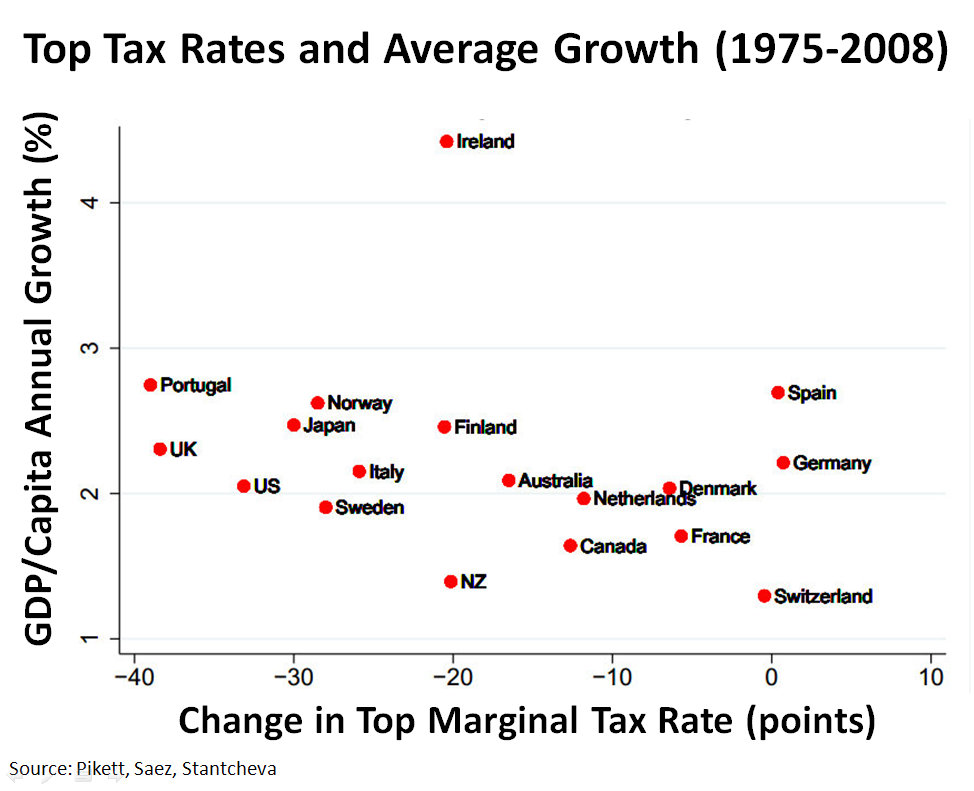
Thay đổi trong tốc độ tăng trưởng hàng năm của GDP trên đầu người từ 09-1975 tới 08-2004 so với thay đổi trong thuế suất biên cao nhất của 18 nước thuộc OECD. Việc thiếu sự tương quan đáng kể mâu thuẫn với các học thuyết trọng cung và gợi ý rằng cắt giảm các thuế suất cao nhất có thể không dẫn tới tăng trưởng kinh tế cao hơn.

Nhiều cố gắng khác nhau đã được thực hiện để định lượng mối quan hệ giữa thu nhập thuế và thuế suất (chẳng hạn, của Văn phòng Ngân sách Quốc hội (CBO) tại Hoa Kỳ). Trong khi sự tác động giữa thuế suất và thu nhập thuế nói chung được chấp nhận thì bản chất chính xác của sự tác động này lại gây tranh cãi. Trên thực tế, hình dạng của đường cong Laffer giả thuyết đối với một nền kinh tế nào đó chỉ có thể là ước tính. Mối quan hệ giữa thuế suất và thu nhập thuế là dao động giữa các nền kinh tế và phụ thuộc vào độ co giãn cung lao động và một loạt các yếu tố khác. Ngay cả trong cùng một nền kinh tế thì các đặc trưng của đường cong cũng biến đổi theo thời gian. Các tính chất phức tạp như đánh thuế lũy tiến và các khác biệt có thể có trong việc khích lệ lao động đối với các nhóm thu nhập khác nhau làm phức tạp công việc ước tính. Cấu trúc của đường cong cũng có thể bị thay đổi bởi các quyết định chính sách. Chẳng hạn, nếu các lỗ hổng thuế và các khả năng che giấu thuế thu nhập từ nước ngoài bị pháp luật siết chặt hơn thì điểm mà từ đó thu nhập bắt đầu giảm với sự đánh thuế tăng lên rất có thể sẽ trở thành thấp hơn.
Laffer trình bày đường cong như một phương sách giáo dục để chỉ ra rằng trong một số hoàn cảnh thì việc giảm thuế suất trên thực tế sẽ làm gia tăng thu nhập của ngân sách nhà nước và không nhất thiết phải bù đắp bằng giảm chi tiêu ngân sách hay gia tăng vay mượn. Để có thể giảm thuế suất mà vẫn tăng thu nhập thuế thì thuế suất hiện tại phải cao hơn thuế suất của thu nhập tối đa. Năm 2007, Laffer nói rằng đường cong không nên được coi là cơ sở duy nhất để tăng hay giảm thuế.

### Các vấn đề
Laffer giả định rằng chính quyền sẽ không có thu nhập từ thuế khi thuế suất ở mức 100% do không còn sự khích lệ để tìm kiếm thu nhập từ những người nộp thuế. Nghiên cứu đã phát triển các mô hình toán học lý thuyết mà trong đó đường cong Laffer có thể liên tục dựng đứng tới mức thuế suất 100%, mặc dù không rõ ràng liệu điều đó có thể xảy ra trên thực tế hay không và khi nào thì các giả định mà các mô hình toán học dựa vào đó được thực thi trong các nền kinh tế thật. Ngoài ra, đường cong Laffer phụ thuộc vào giả định rằng thu nhập thuế được sử dụng để cung cấp hàng hóa/dịch vụ công có thể tách biệt về tính hữu dụng và tách biệt với cung lao động, điều có thể không đúng trên thực tế. Đường cong Laffer như đã trình bày cũng là sự đơn giản hóa trong việc giả định rằng chỉ có một thuế suất duy nhất và chỉ có một cung lao động duy nhất. Các hệ thống thực tế của tài chính công là phức tạp hơn. Có sự nghi vấn quan trọng về sự tương quan của việc xem xét một thuế suất biên duy nhất. Ngoài ra, thu nhập thuế có thể là một hàm đa giá trị của thuế suất – chẳng hạn, sự gia tăng thuế suất tới một mức phần trăm nhất định có thể không tạo ra một mức gia tăng thu nhập thuế giống như mức giảm thu nhập thuế khi giảm thuế suất tới cùng một mức phần trăm (một thể loại của hiện tượng trễ).

## Dữ liệu kinh nghiệm

### Thuế suất tại đó thu nhập cực đại

Một đường cong Laffer bất đối xứng có thể với điểm thu nhập tối đa ở mức thuế suất khoảng 70%, dựa theo "How Far Are We From The Slippery Slope? The Laffer Curve Revisited" của Mathias Trabandt và Harald Uhlig.

The New Palgrave Dictionary of Economics thông báo rằng sự so sánh các nghiên cứu học thuật tạo ra một khoảng các mức thuế suất với thu nhập thuế tối đa có trung tâm ở mức khoảng 70%. Năm 1995, nhà kinh tế học Paul Pecorino trình bày một mô hình dự báo đỉnh của đường cong Laffer xảy ra ở mức thuế suất khoảng 65%. Nghiên cứu năm 1996 của Y. Hsing về kinh tế Hoa Kỳ từ năm 1959 tới năm 1991 đặt thuế suất liên bang trung bình để có thu nhập thuế tối đa nằm trong khoảng từ 32,67% tới 35,21%. Bài báo công bố năm 1981 trong Journal of Political Economy (Tạp chí kinh tế chính trị) trình bày một mô hình tích hợp các dữ liệu kinh nghiệm chỉ ra rằng điểm để có thu nhập thuế tối đa tại Thụy Điển trong thập niên 1970 có thể phải là 70%. Bài báo của Trabandt và Uhlig thuộc Tổ chức nghiên cứu kinh tế quốc gia (NBER) năm 2009 trình bày một mô hình dự đoán rằng các nền kinh tế Mỹ và phần lớn các nước châu Âu nằm bên trái của đường cong Laffer (nói cách khác còn dư địa để tăng thuế suất để tăng thu nhập thuế).

### Phân tích của Văn phòng ngân sách quốc hội Mỹ
Năm 2005, Văn phòng ngân sách quốc hội Mỹ (CBO) công bố một bài báo gọi là "Analyzing the Economic and Budgetary Effects of a 10 Percent Cut in Income Tax Rates" (Phân tích các hiệu ứng kinh tế và ngân sách của việc cắt giảm 10 phần trăm thuế suất thuế thu nhập). Bài báo xem xét tác động của việc cắt giảm cách điệu hóa 10% trong suất biên hiện hành khi đó của thuế thu nhập liên bang tại Hoa Kỳ (chẳng hạn, nếu nó ở mức biên 25% thuế suất thuế thu nhập liên bang thì người ta hạ nó xuống 22,5%). Không giống như các nghiên cứu trước đó, bài báo của CBO ước tính tác động ngân sách của các hiệu ứng kinh tế vĩ mô có thể của các chính sách thuế, nghĩa là, nó cố gắng giải thích các cắt giảm trong thuế suất thuế thu nhập cá nhân có thể ảnh hưởng như thế nào tới sự phát triển tương lai tổng thể của nền kinh tế, và vì thế ảnh hưởng tới thu nhập thuế trong tương lai của chính quyền; và cuối cùng, ảnh hưởng tới thâm hụt hay thặng dư. Trong kịch bản phát triển ước tính hào phóng nhất của bài báo thì chỉ 28% của thu nhập mất đi được dự đoán từ việc hạ thấp thuế suất có thể được bù đắp lại trong thời gian 10 năm sau khi cắt giảm đồng loạt 10% tất cả các mức thuế suất thuế thu nhập cá nhân. Nói cách khác, các khoản thâm hụt sẽ tăng lên gần như bằng cùng một giá trị như giá trị thuế cắt giảm trong 5 năm đầu tiên, với thu nhập hoàn ngược lại hạn chế sau đó. Do các thâm hụt ngân sách tăng lên, các cắt giảm thuế chủ yếu làm lợi cho những người giàu có về các khoản thuế lẽ ra họ phải chịu — cộng tiền lãi — bởi các khoản thuế phát sinh tương đối đồng đều cho tất cả những người nộp thuế. Bài báo chỉ ra rằng các thiếu hụt được dự đoán này của thu nhập thuế có thể được bù đắp bằng vay mượn liên bang: bài báo ước tính rằng chính quyền liên bang sẽ phải trả thêm 200 tỷ USD tiền lãi trong thập niên được xem xét trong phân tích của bài báo.

### Khác
Laffer cũng trình bày các ví dụ về Nga và các quốc gia vùng Baltic, những quốc gia áp dụng thuế suất đồng đều với các mức thuế suất thấp hơn 35% và các nền kinh tế này bắt đầu tăng trưởng sau khi thực thi các chính sách này. Ông cũng viện dẫn tương tự về kết quả kinh tế của luật cắt giảm thuế Kemp-Roth, các cắt giảm thuế Kennedy, các cắt giảm thuế thập niên 1920, và các thay đổi trong cấu trúc thuế thu nhập mại sản ở Hoa Kỳ năm 1997. Một vài người cũng trích dẫn quy luật Hauser, trong đó mặc nhiên công nhận rằng thu nhập thuế liên bang Hoa Kỳ, khi tính theo tỷ lệ phần trăm của GDP, luôn ổn định ở mức khoảng 19,5% trong giai đoạn từ năm 1950 tới năm 2007 mặc cho các thay đổi về thuế suất biên trong cùng kỳ. Tuy nhiên, những người khác lại gọi quy luật Hauser là "lầm lạc" và tranh cãi rằng các thay đổi về thuế có những ảnh hưởng lớn tới thu nhập thuế.

### Đánh thuế tối ưu
Một trong các sử dụng của đường cong Laffer là để xác định thuế suất sẽ tạo ra thu nhập thuế tối đa (nói cách khác "tối ưu hóa" thu nhập thuế). Tuy nhiên, không nên nhầm lẫn thuế suất tối đa hóa thu nhập với thuế suất tối ưu, là thuật ngữ được các nhà kinh tế học sử dụng để mô tả thuế suất tạo ra một lượng nhất định thu nhập thuế mà gây ra ít méo mó nhất cho nền kinh tế.

## Quan hệ với kinh tế học trọng cung
Kinh tế học trọng cung là một trường phái của kinh tế học vĩ mô cho rằng tình trạng lành mạnh kinh tế tổng thể được tối đa hóa bằng việc giảm bớt các rào cản đối với sản xuất hàng hóa và dịch vụ ("phía cung" của nền kinh tế). Bằng cách giảm bớt các rào cản, người ta cho rằng người tiêu dùng được lợi từ cung hàng hóa và dịch vụ nhiều hơn với giá cả thấp hơn. Chính sách trọng cung điển hình sẽ ủng hộ các mức thuế thu nhập và thuế thu nhập mại sản nói chung thấp hơn (để tăng cung lao động và vốn), tổ chức chính quyền gọn gàng hơn và giảm bớt gánh nặng kiểm soát lên các doanh nghiệp (để giảm giá thành sản xuất). Mặc dù chính sách thuế thường được đề cập tới trong mối quan hệ với kinh tế học trọng cung, nhưng các nhà kinh tế học trọng cung quan tâm tới tất cả các trở ngại đối với cung hàng hóa và dịch vụ, chứ không phải chỉ quan tâm tới mỗi việc đánh thuế.

## Lịch sử